# Thomas Mofolo
Thomas Mofolo (ur. 22 grudnia 1876 w Khojane w Lesotho, zm. 8 września 1948 w Teyateyaneng) – pisarz piszący w języku sesotho, uważany za najlepszego pisarza Basotho.

## Życiorys
Urodził się  w małej wiosce Khojane, niedaleko granicy Lesotho z RPA, na północny zachód od stolicy państwa Mafeteng. Należał do grupy etnicznej Basotho. Jako dziecko, Mofolo został służącym wielebnego Alfreda Casalisa, który kierował szkołą biblijną, drukarnią i magazynem książek w Moriji. W 1894 roku Casalis wysłał Mofolo do szkoły biblijnej, gdzie poznał Biblię i literaturę, co miało decydujący wpływy na jego pisanie. Od 1896 do 1898 Mofolo uczęszczał do Morija Training School, gdzie w 1899 roku otrzymał dyplom nauczyciela. Pracował w Morija do  wybuchu  II wojny burskiej. Mofolo powrócił wtedy do rodzinnej wsi, gdzie uczył się zawodu stolarza. Potem przez dwa lata, od 1902 do 1904 roku, uczył w szkole. W 1904 roku Casalis zatrudnił go jako swojego sekretarza w Moriji, aby pomógł mu w opracowaniu i wydaniu trzech powieści. W 1907 roku napisał swoją pierwszą powieść w języku Basotho Moeti ou Bochabela („Podróżnik Wschodu”), opowieść o młodym podróżniku Sesotho, „ocalonym” przez chrześcijaństwo. Była publikowana w odcinkach w gazecie sesotho wydawanej przez misjonarzy, Leselinyana, od 1 stycznia 1906. Było to pierwsze dzieło literackie napisane w języku sesotho. Została później przetłumaczona na język angielski i opublikowana za granicą w 1934 roku. Kolejną powieść „Pitseng” napisał w 1910 roku. Swoją najlepszą powieść „Chaka” zaczął pisać pod koniec 1909 roku i ukończył w marcu 1910. Wydawnictwo Morija Book Depot odmówiło jej wydania, aż do 1925 roku, zmuszając Mofoto do wprowadzenia zmian. Mimo że jego powieści cieszyły się popularnością, nie miał z tego tytułu wielu zysków. Powodem była umowa z wydawnictwem, które kupowało całość praw autorskich. Poza jednokrotnym zyskiem autor nie otrzymywał tantiem ze sprzedaży. W 1910 wyjechał do Południowej Afryki. Był rozczarowany i zrezygnował z pisania, pracował w kopalni złota jako rekruter. W 1937 roku kupił farmę, jednak został eksmitowany na mocy ustawy z Bantu Land Act z 1913. Próbował walczyć w sądzie, co go znacznie zubożyło. Po udarze mózgu w 1941 roku nie mógł przez jakiś czas mówić. Zmarł w Teyateyaneng w Lesotho.

## PowieśćChaka
W 1925 roku została wydana kolejna i najbardziej znana powieść Mofolo, Chaka. Ze względu na antychrześcijańskie treści, Chaka wzbudziła wiele kontrowersji, zwłaszcza wśród misjonarzy.
Została przetłumaczona na wiele języków – francuski (1940), afrykanerski (1974), angielski (1981), niemiecki (1988) i polski (1977) (fragmenty).

## Upamiętnienie
Obecnie biblioteka Narodowego Uniwersytetu Lesotho w Roma nosi imię Thomasa Mafolo.

## Polskie wydania powieści
Thomas Mofolo, Zulus Czaka W: Eposy Czarnej Afryki, Warszawa 1977